# Phaeosphaeria alpina
Phaeosphaeria alpina är en svampart som beskrevs av Leuchtm. 1984. Phaeosphaeria alpina ingår i släktet Phaeosphaeria och familjen Phaeosphaeriaceae.  Arten är reproducerande i Sverige. Inga underarter finns listade i Catalogue of Life.